# Levi P. Morton
Levi Parsons Morton (16. maj 1824 – 16. maj 1920) var en forretningsmand, som begyndte sin politiske karriere som repræsentant for New York i Kongressen i 1879. Han blev i 1889 USA's 22. vicepræsident under præsident Benjamin Harrison.
Morton blev allerede i 1881 opfordret til at være vicepræsidentkandidat for præsident James Garfield, men takkede nej til det. Havde han accepteret dette tilbud ville han have været blevet USA's 21. præsident, da Garfield blev skudt og dræbt i juli 1881. I stedet blev han ambassadør i Frankrig og indirekte skyld i attentatet mod Garfield, da dette blev udført af manden, som ønskede denne stilling. 
Han blev en meget populær ambassadør i Frankrig og var virksom i at fremme handelen mellem de to lande. 
Efter hjemkomsten fra Frankrig valgtes han som vicepræsident. Efter denne periodes afslutning blev Morton guvernør for New York fra 1895 – 1896. Herefter trak han sig tilbage fra den politiske arena og genoptog sit liv som forretningsmand, denne gang med køb og salg af ejendomme. 
Morton døde på sin 96 års fødselsdag i 1920.